# Oxidercia dorcanderalis
Oxidercia dorcanderalis är en fjärilsart som beskrevs av Walker 1859. Oxidercia dorcanderalis ingår i släktet Oxidercia och familjen nattflyn. Inga underarter finns listade i Catalogue of Life.